# Mašerbrum
Mašerbrum je s výškou 7821 metrů nad mořem sedmá nejvyšší hora pohoří Karákóram v pákistánské provincii Gilgit-Baltistán, devátá nejvyšší hora Pákistánu a dvaadvacátá nejvyšší hora světa.
Pro Evropany Mašerbrum zaznamenal jako první Thomas Montgomerie, který jej pojmenoval K1. Dobýt vrchol se podařilo poprvé 7. července 1960 dvojici George Irving Bell a Willi Unsoeld.